# Біла (ліва притока Айдару)
Біла, Біленька — річка в Україні, ліва притока річки Айдар. Басейн Сіверського Дінця. Довжина 75 км. Площа водозбірного басейну 1 345 км². Похил 0,9 м/км. Долина асиметрична, завширшки 2,5 км. Річище звивисте, шириною 2—7 м. Використовується на зрошення, господарсько-побутові потреби.
Бере початок на південних схилах Середньоросійської височини біля с. Михайлівка (Росія). Тече територією Воронезької області Росії та Новопсковського району Луганської області. Споруджено шлюзи-регулятори.

## Населені пункти над річкою
Міхайловка, Куліковка, Волконовка, Новобєлая, російсько-український кордон, Новобіла, Трембачеве, Павленкове, Білолуцьк.